# Реза Шах Пахлави
Реза Пахлави или Реза шах Велики (на персийски: رضا پهلوی – Rezâ Pahlavi) (1878—1944) е първият шахиншах на Иран от династия Пахлави.

## Биография
Идва на власт през 1925 година, сваляйки Каджарската династия от власт. Започва да модернизира страната. През 1935 година настоява, другите държави да започнат да използват названието на страната му — Иран, вместо употребяваното дотогава Персия.
През 1941 година в хода на Втората световна война се опитва да откаже на Великобритания и СССР да разположат войски в страната, за което е принуден от Съюзниците да абдикира.
Умира в Йоханесбург, ЮАР на 26 юли 1944 година.
Неговият син Мохамед Реза Пахлави пренася тленните останки в Иран и издига разкошен мавзолей, който обаче е разрушен след ислямската революция по нареждане на аятолах Рухолах Хомейни.